# آزمون ارزیابی شناختی مونترال
آزمون ارزیابی شناختی مونترال یا تست مونترال (به انگلیسی: Montreal Cognitive Assessment) به اختصار MoCA، یک ارزیابی پرکاربرد برای غربالگری اختلالات شناختی است که در سال ۱۹۹۶ توسط زیاد نصرالدین در مونترال، کبک ایجاد شد. این آزمون در شرایط اختلال شناختی خفیف تأیید شد و متعاقباً در بسیاری از موارد دیگر از نظر بالینی از جمله آلزایمر شدید مورد استفاده قرار گرفته‌است. این آزمون شامل ۳۰ امتیاز بوده و در مدت زمان ۱۰ دقیقه از فرد شرکت کنند گرفته می‌شود. تست مونترال در هفت مرحله (نسخه انگلیسی آن) انجام می‌گیرد که در برخی از کشورها وابسته به سطح تحصیلات و فرهنگ ممکن است این مقدار تغییر کند. مبانی مورد بررسی در این آزمون شامل حافظه کوتاه مدت، عملکرد اجرایی، توجه، تمرکز و … می‌شود.

## کلیت آزمون
MoCA یک آزمون ۳۰ امتیازی یک صفحه ای است که تقریباً در ۱۰ دقیقه انجام می‌شود. دستورالعمل‌های آزمایش و تجویز به صورت آنلاین برای پزشکان در دسترس است و به ۴۶ زبان و گویش (از سال ۲۰۱۷) وجود دارد.
MoCA چندین حوزه شناختی را ارزیابی می‌کند:
- حافظه کوتاه مدت (۵ امتیاز): شامل دو آزمایش یادگیری با پنج اسم و یادآوری تأخیری پس از تقریباً پنج دقیقه است.
- آگاهی پیرامونی-هنگامی: با استفاده از ترسیم ساعت (۳ امتیاز) و ترسیم یک مکعبی سه بعدی (۱ امتیاز) ارزیابی می‌شود.
- جنبه‌های چندگانه کارکردهای اجرایی: با استفاده از تمرین B، رسم یک در میانی مسیر (۱ امتیاز)، یک تمرین روان‌شناختی واجی (۱ امتیاز)، و یک تمرین انتزاعی کلامی دو موردی (۲ امتیاز) ارزیابی می‌شوند.
- توجه، تمرکز و حافظه کاری: با استفاده از تمرین توجه پایدار (تشخیص هدف با استفاده از ضربه زدن؛ ۱ امتیاز)، تمرین تفریق کردن به صورت پشت سر هم(۳ امتیاز)، و نوشتن ارقام به صورت وارونه (هر کدام ۱ امتیاز) ارزیابی می‌شود.
- زبان: با استفاده از تمرین نامگذاری سه موردی با حیوانات کم آشنا (شیر، شتر، کرگدن؛ ۳ امتیاز)، تکرار دو جمله پیچیده (۲ امتیاز) و یک تمرین روانی ارزیابی می‌شود.
- استدلال انتزاعی: با استفاده از یک کار توصیف شباهت با ۲ امتیاز در دسترس ارزیابی می‌شود.
- موقعیت‌آگاهی نسبت به زمان و مکان: با پرسش از تاریخ و شهری که فرد آزمون دهنده در آن زندگی می‌کند، ارزیابی می‌شود (۶ امتیاز).

از آنجایی که MoCA مختص زبان انگلیسی طراحی شده‌است ترجمه‌های زبانی و فرهنگی به منظور تطبیق آزمون در کشورهای دیگر انجام می‌شود. متغیرهای فرهنگی و زبانی متعدد ممکن است بر مبانی مختلف آزمون تأثیر بگذارند، همچنین چندین امتیاز مجزا در زبان‌های مختلف برای جبران سطح تحصیلات جمعیت پیشنهاد شده‌است، و تغییرات متعددی نیز برای تطبیق تفاوت‌های زبانی و فرهنگی خاص در کشورهای مختلف صورت گرفته. با این حال تمام نسخه‌های نهایی تایید نشده‌اند.

## نمرات
امتیازات MoCA بین ۰ تا ۳۰ است. نمره ۲۶ یا بیشتر نرمال در نظر گرفته می‌شود. در یک مطالعه، افراد بدون اختلال شناختی به‌طور متوسط ۲۷٫۴ امتیاز، افراد مبتلا به اختلال شناختی خفیف (MCI) به‌طور میانگین ۲۲٫۱ امتیاز و افراد مبتلا به بیماری آلزایمر نیز به‌طور متوسط ۱۶٫۲ امتیاز گرفتند.
در مطالعه دیگر به وسیله ایله هانسن و همکاران در سال ۲۰۱۷، از ۳۴۱۳ شرکت‌کننده نروژی ۶۳ تا ۶۵ ساله، که ۴۷ درصد آنها دارای تحصیلات عالی (بیش از ۱۲ سال) بودند، امتیاز کلی همهٔ افراد ۲۵٫۳ محاسبه شد، کمتر از ۵ درصد از شرکت کنندگان امتیاز ۳۰/۳۰ با ۴۹ درصد کمتر از حد پیشنهادی ۲۶ امتیاز  کسب کردند.

## ارزیابی

### بررسی تست مونترال
یک مطالعه اعتبارسنجی آزمون MoCA توسط نصر الدین در سال ۲۰۰۵ نشان داد که تست مونترال یک آزمون امیدوارکننده برای تشخیص اختلالات شناختی خفیف (MCI) و بیماری آلزایمر اولیه در مقایسه با آزمون کوتاه وضعیت ذهنی (MMSE) است.
بر اساس مطالعه اعتبار سنجی، حساسیت و ویژگی تست مونترال برای تشخیص MCI به ترتیب ۹۰٪ و ۸۷٪ و برای MMSE به ترتیب ۱۸٪ و ۱۰۰٪ به دست آمد. مطالعات بعدی در سایر بخش‌ها کمتر امیدوارکننده بود، اگرچه به‌طور کلی نسبت به نمرات MMSE بهتر بودند.
در مطالعات دیگر MoCA را بر روی بیماران مبتلا به بیماری آلزایمر آزمایش کرده‌اند که نتایج قابل قبولی برای شناسایی این بیماری ارائه نمود.

### توصیه‌ها
مؤسسه ملی بهداشت و سکته مغزی کانادا، آزمون‌های انتخابی MoCA را برای تشخیص زوال عقل عروقی توصیه کرد.

## استفاده‌های دیگر
از آنجا که MOCA چندین مقوله شناختی را ارزیابی می‌کند، می‌تواند به عنوان یک ابزار غربالگری شناختی مفید برای چندین بیماری عصبی مانند بیماری پارکینسون، زوال عقل عروقی، بیماری هانتینگتون، بیماری متاستاز مغزی، اختلال رفتاری خواب، تومورهای مغزی اولیه (از جمله گلیوم‌های بالا و پایین)، مولتیپل اسکلروزیس و سایر شرایط مانند آسیب مغزی، افسردگی، اسکیزوفرنی (نیاز به مطالعه بیشتر دارد) و نارسایی قلبی مورد استفاده قرار بگیرد. این آزمون همچنین در بیمارستان‌ها نیز می‌تواند استفاده شود تا تعیین‌کننده نیاز بیمار به مراقبت‌های پزشکی و بهداشتی باشد.